# Brandbekämpfung

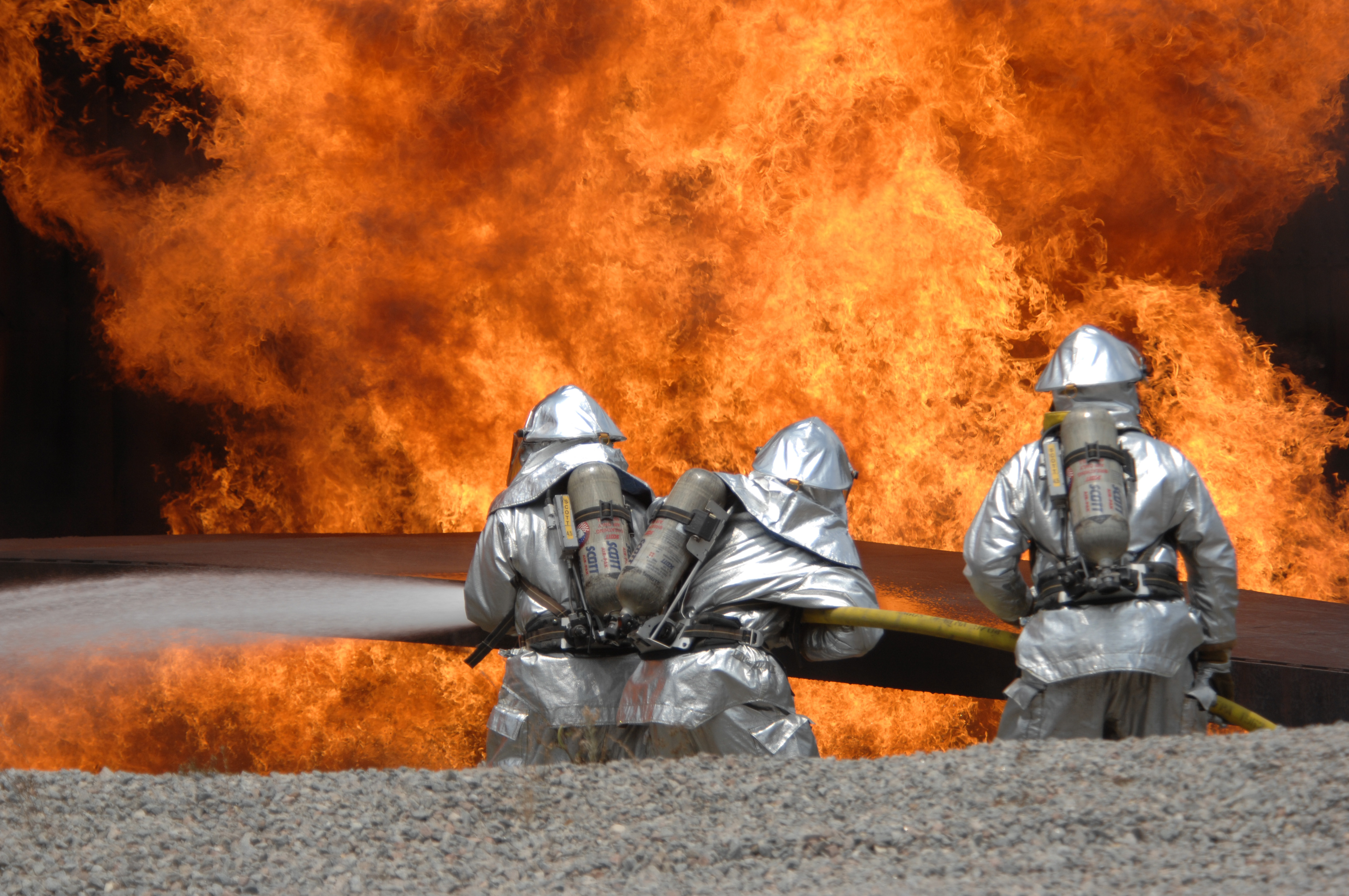
Brandbekämpfung während einer Feuerwehrübung

Brandbekämpfung nennt man das Löschen von Schadensfeuer.

## Löschverfahren und Löschwirkungen

Verbrennungsdreieck

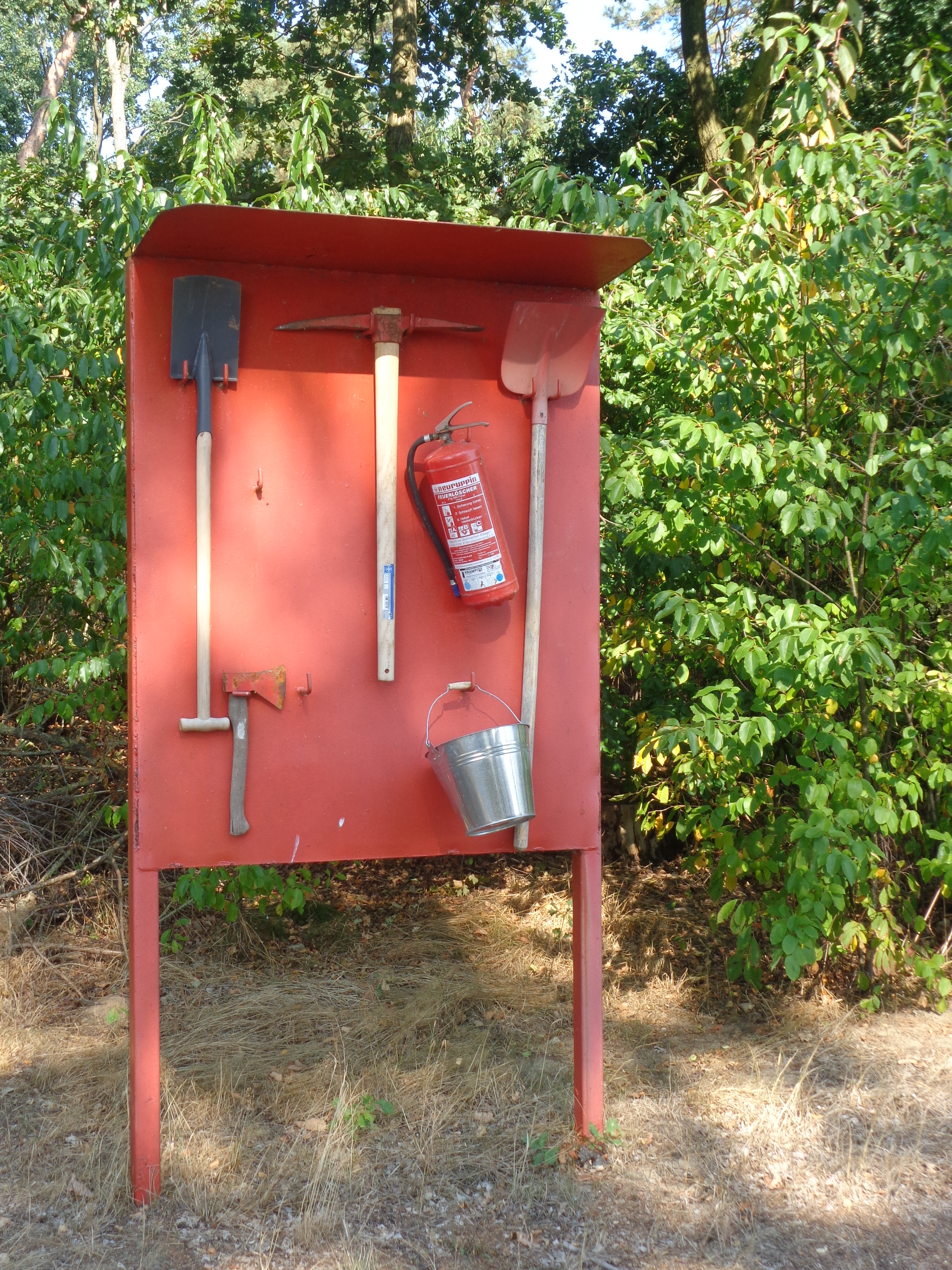
Brandbekämpfungsmittel auf einem Campingplatz in Mecklenburg

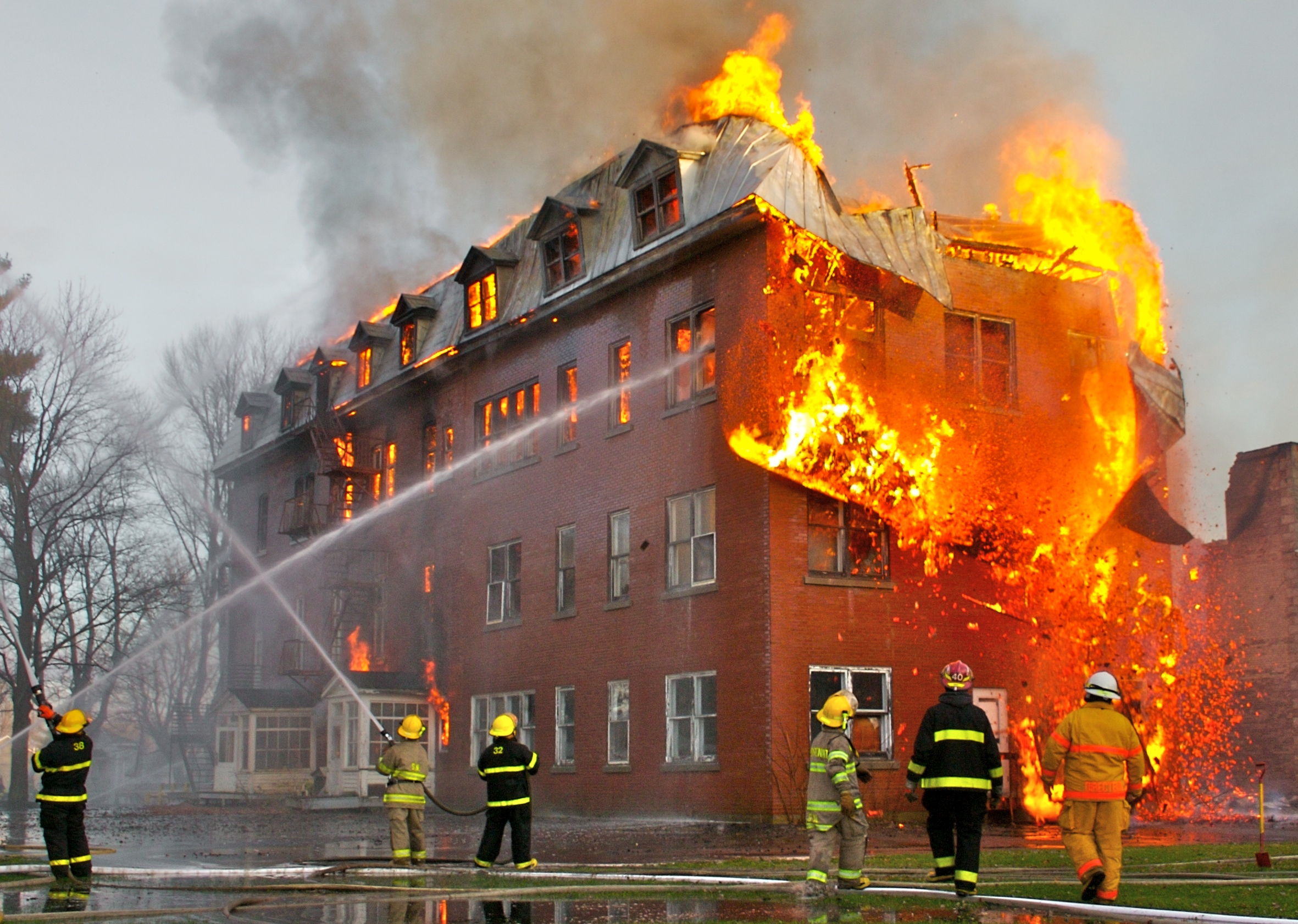
Feuerwehr im Löscheinsatz in Kanada

### Löschverfahren
Damit ein Feuer brennen kann, müssen drei Faktoren – Brennstoff, Oxidator (meist Sauerstoff) und Wärme (Entzündungstemperatur), dargestellt im Verbrennungsdreieck – im richtigen Mischungsverhältnis vorhanden sein. Ein Katalysator kann eine Verbrennung begünstigen, ein Inhibitor hingegen einen Brand hemmen. Alle Methoden der Brandbekämpfung beruhen darauf, der Verbrennung eine oder mehrere ihrer Grundvoraussetzungen zu entziehen.

#### Entfernen des brennbaren Stoffes
Der brennbare Stoff kann normalerweise nicht so einfach aus einem Feuer entfernt werden, jedoch kann manchmal der Nachschub an Brennstoff unterbunden werden. Dies kann beispielsweise das Verschließen einer Gas- oder Ölleitung sein. Auch wird dieses Verfahren oft bei Waldbränden verwendet, indem breite Gräben und Schneisen angelegt, also von stehenden Bäumen freigeräumt, werden.

#### Abkühlung
Ein Feuer erlischt, wenn der brennende Stoff unter seiner Mindestverbrennungstemperatur abgekühlt wird. Die mit Abstand beste Kühlwirkung bei der Brandbekämpfung wird durch die Verwendung von Löschwasser bzw. Netzwasser erzielt. Dabei geht es darum, Energie in Form der für die Verdampfung von Löschwasser erforderlichen Verdampfungsenthalpie abzuführen.

#### Erstickung und Verdrängung
Erstickung erfolgt durch Entzug von Sauerstoff, indem man den Sauerstoff vom brennbaren Stoff fernhält oder ihn verdrängt. Dies kann durch einfaches Abdecken mit einer Decke oder Überziehen mit einer luftundurchlässigen Schicht (beispielsweise Löschschaum) erfolgen.
Durch schmelzendes Löschpulver bildet sich bei Glutbränden eine erstickende Sinterschicht auf dem heißen Brandgut. Bei höheren Temperaturen bilden sich durch die Zersetzung des Pulvers geringe Mengen Ammoniak, welches zusätzlich erstickend auf das Feuer wirkt. Gase wie Argon, Stickstoff oder Kohlenstoffdioxid sowie Gasgemische wie Inergen oder Argonite verdrängen den Sauerstoff. Bei der aktiven Brandvermeidung wird dem zu schützenden Bereich vorbeugend durch Stickstoffzufuhr der für die Verbrennung notwendige Sauerstoff entzogen – ein Brand kann nicht mehr entstehen.
Bei Bränden in elektrischen Anlagen oder Materialien, die durch Wasser beschädigt werden können, wird bei Sprinklern oder mobilen Löschungen auch Kohlendioxid oder flüssiger Stickstoff eingesetzt, deren Wirkung darauf beruht, den Sauerstoff zu verdrängen und das Brandgut zu kühlen.

#### Antikatalytische Wirkung
Die antikatalytische Wirkung, auch Inhibition genannt, beruht u. a. darauf, dass die für die Verbrennung mit Flamme notwendigen Radikale durch Rekombination unwirksam gemacht werden.

#### Verseifung beim Fettbrand
Beim Fettbrand wird durch Verseifung die brennende Flüssigkeit gelöscht, indem das Löschmittel eine Sperrschicht über dem Öl oder Fett bildet. Dadurch wird die Aufnahme von Sauerstoff unterbunden, zugleich kühlt das Löschmittel die brennende Flüssigkeit unter die Selbstzündungstemperatur herunter und verhindert somit ein erneutes Aufflammen des Brandes.

#### Gegenfeuer
Bei einem Gegenfeuer wird ein Feuer so gelegt, dass es dem zu löschenden Brand den Brennstoff entzieht.

### Hauptlöschwirkung und Nebenlöschwirkungen
Die unterschiedlichen Löschmittel haben meist nicht nur eine, sondern auch mehrere Wirkungen beim Löschen. Die Hauptlöschwirkung ist die, welche den größten Einfluss auf die Verbrennung hat. Bei Wasser ist es die kühlende Wirkung, bei Löschschaum hingegen das Ersticken.
Zusätzlich kommen Nebenlöschwirkungen zum Tragen. So deckt das Löschwasser den brennbaren Stoff mit einem dünnen Film ab, wirkt also leicht erstickend. Außerdem zerteilt ein starker Wasserstrahl den brennbaren Stoff und erhöht somit die Angriffsfläche. Der Löschschaum wirkt auch kühlend, da er Wasser enthält.

## Vorgehensweise der Feuerwehr

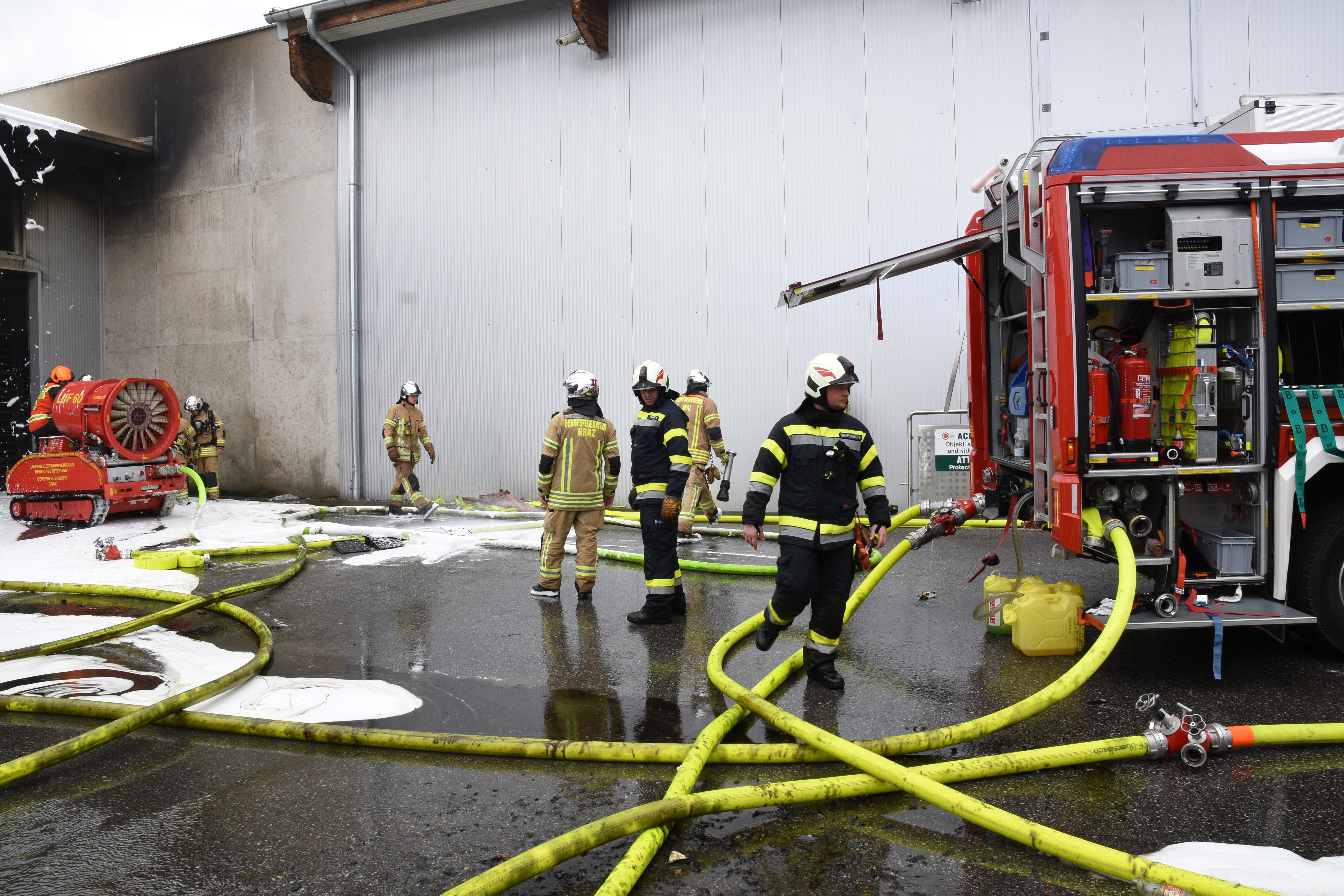
Feuerwehr bei der Brandbekämpfung

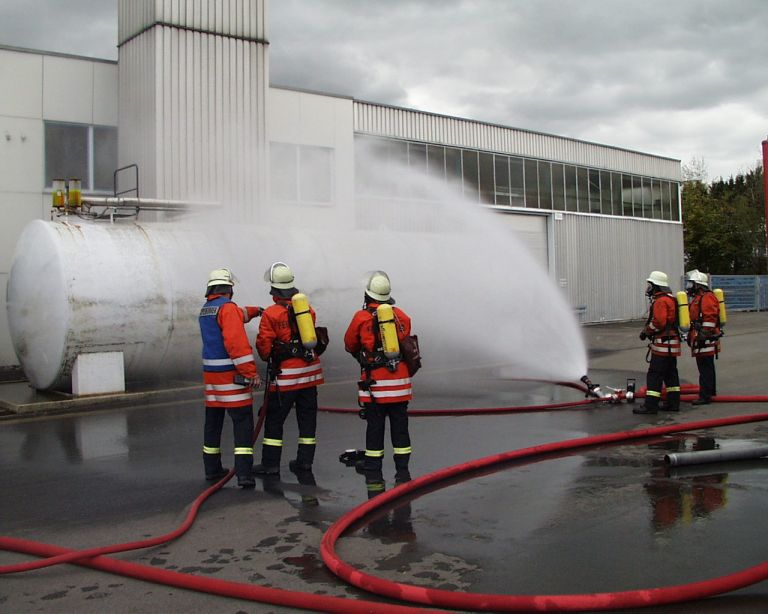
Kühlen eines Kraftstofftanks bei einer Einsatzgroßübung der Feuerwehren im Landkreis Tübingen

Die Brandbekämpfung ist die älteste und bekannteste Aufgabe der Feuerwehr.
Das am häufigsten eingesetzte Löschmittel ist das Wasser, das früher in Eimern getragen und später mit Feuerspritzen gepumpt wurde. Heutzutage werden motorgetriebene Feuerlöschpumpen eingesetzt.
Um einen schnellen und sicheren Erfolg beim Löschen zu erzielen, soll die Brandbekämpfung möglichst stark und gleichzeitig erfolgen. Beim Einsatz von Feuerlöschern sollten diese daher gleichzeitig und nicht nacheinander eingesetzt werden. Der zuständige Einsatzleiter der Feuerwehr trifft die Entscheidung, ob ein Innenangriff oder Außenangriff durchzuführen ist.
Beispiel: Ein Strohlagerhaus brennt im vollen Umfang. Es werden keine Personen vermisst. Es muss daher keine Menschenrettung in Kombination mit einem Innenangriff durchgeführt werden. Das Feuer wird durch einen Außenangriff bekämpft. Primär muss versucht werden, das Feuer auf das Lager zu begrenzen und ein Übergreifen auf nebenstehende Gebäude zu unterbinden. Ein Innenangriff könnte den Schaden an dem bereits zerstörten Lagerhaus nicht begrenzen und wäre ein unnötiges Risiko für Einsatzkräfte.
Siehe auch: Die Gruppe im Löscheinsatz
Um den Einheitsführern Zeit zur Erkundung (Zugangsmöglichkeit, Ausbreitung des Brandes usw.) zu geben, gibt es den Einsatz mit Bereitstellung. Hier sind nur die Wasserentnahmestelle und die Lage des Verteilers bekannt. Ist die Lage erkundet, so kommt es zum Außenangriff bzw. Innenangriff.

### Außenangriff

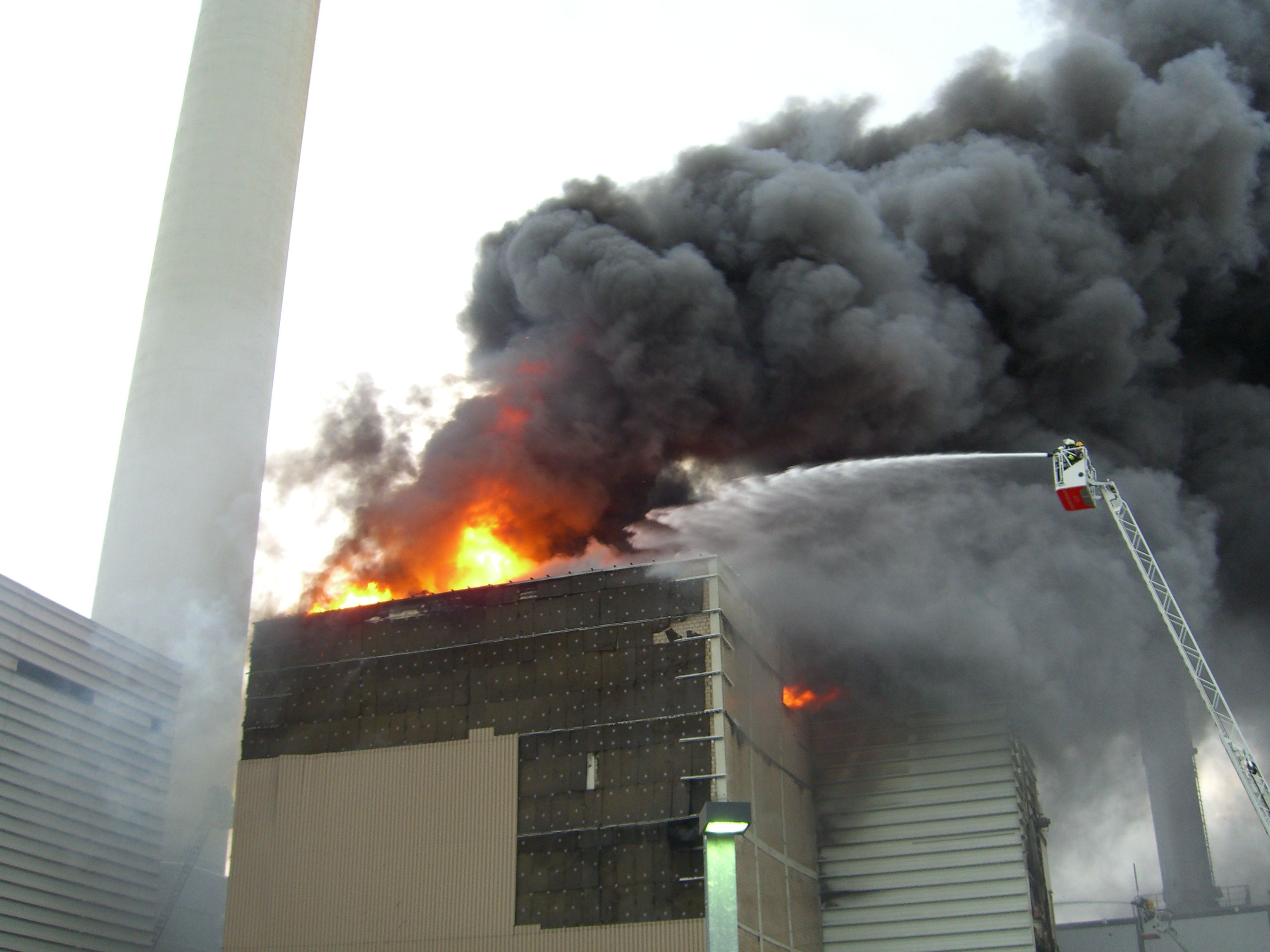
Außenangriff beim Brand der Stadtwerke Münster

Beim Außenangriff erfolgt die Brandbekämpfung von außen durch Gebäudeöffnungen wie Fenster, Türen, Dachluken oder bereits durchgebrannte Gebäudeteile. Dies ist für die Feuerwehrleute die sicherere Methode, wenn beispielsweise die Standsicherheit des Gebäudes eine große Gefahr für die Einsatzkräfte darstellt. Das Risiko eines Wasserschadens ist größer, da man bei starker Rauchentwicklung oft nicht erkennen kann, ob man überhaupt mit dem Wasserstrahl die Brandstelle von außen trifft.
Der Außenangriff sollte nach Möglichkeit die Ausnahme bleiben. Aber gerade kleinere Feuerwehren mit wenig Personal bzw. Ausrüstung können keinen personal- und geräteintensiven Innenangriff durchführen. Der Grund dafür liegt beispielsweise in der Voraussetzung, dass für jeden Angriffstrupp ein Rettungstrupp bereitstehen muss, sofern keine Menschenrettungsmaßnahmen durchgeführt werden.

### Innenangriff

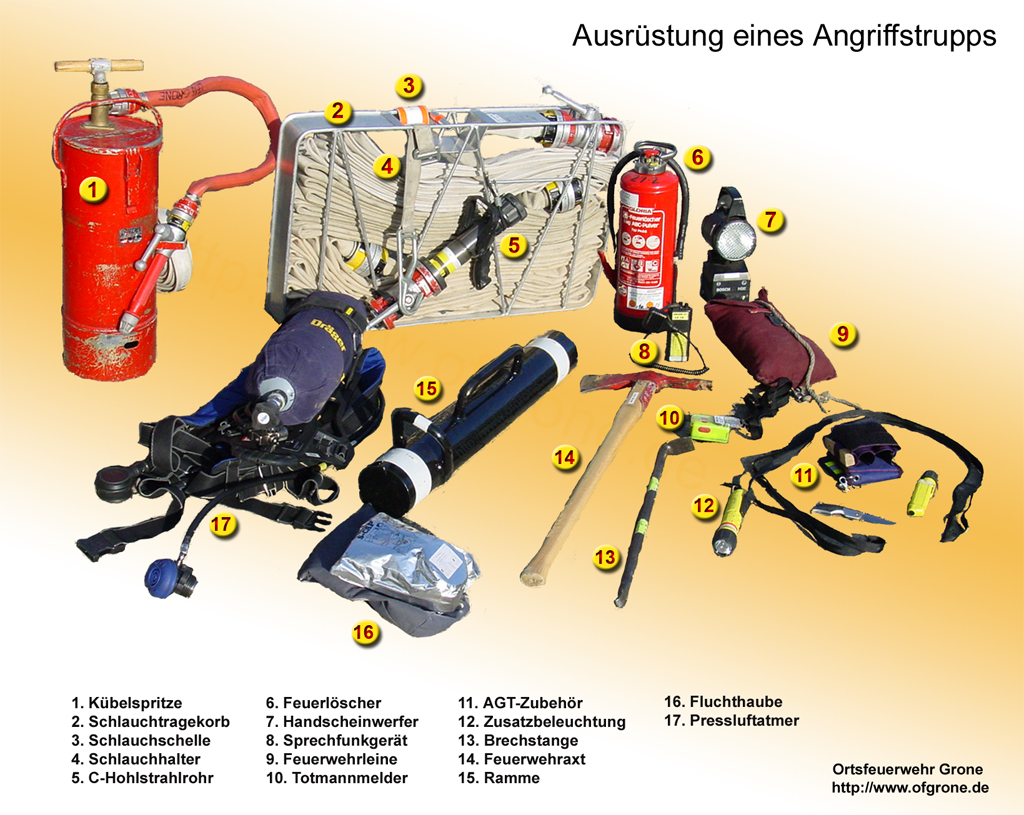
Variation von Geräten für den Innenangriff

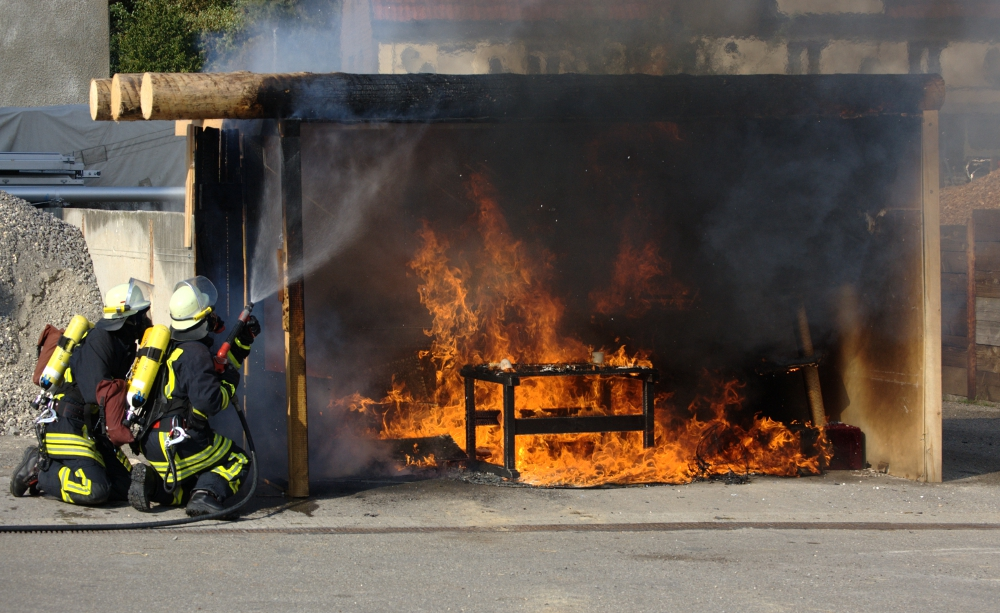
Innenangriff mit Schnellangriffsvorrichtung (Demonstration)

Beim Innenangriff, auch Regelangriff genannt, gehen Atemschutzgeräteträger in das Gebäude vor, um gezielt den Brandherd zu finden und abzulöschen. Hier ist das Risiko größer, jedoch kann das Löschmittel viel effizienter eingesetzt werden.
Im Innenangriff hat sich der Einsatz von Druckbelüftern zur taktischen Ventilation bewährt, welche bei richtigem Einsatz einen leichten Überdruck im Gebäude erzeugen. Der Rauch mitsamt den unverbrannten Gasen wird so aus den Innenräumen entfernt, was die Gefahr einer plötzlichen Rauchgasdurchzündung oder Rauchgasexplosion minimiert und dem vorgehenden Angriffstrupp eine freie Sicht verschafft. Die Annahme, das Feuer würde sich durch die Zufuhr von Sauerstoff in der zugeführten Umgebungsluft schneller ausbreiten, hat sich in der Praxis als nicht richtig erwiesen. Die Vorteile der schnellen Brandbekämpfung und freien Sicht überwiegen. So verringert der Einsatz des Druckbelüfters nicht nur das Risiko für die Feuerwehrleute, sondern auch die Gefahr von übermäßigen Wasserschäden, da der Brandherd schneller lokalisiert und exakter bekämpft werden kann.
Zur Sicherheit der Feuerwehrleute wird inzwischen empfohlen, neben der vorgeschriebenen persönlichen Schutzausrüstung zusätzliche Geräte (z. B. Beleuchtung, Rettungsschlingen, Totmannwarner und Rettungsmesser) mitzuführen.
Vermehrt werden auch Wärmebildkameras eingesetzt, mit denen Brandherde bzw. Personen auch im dichten Rauch feststellbar sind. Hierbei wird der Würfelblick angewendet.

### Sonderformen
Bei schlecht zugänglichen Wald- und Buschbränden werden vermehrt auch Löschflugzeuge oder Hubschrauber (siehe Bambi Bucket) zum Löschen und Wassertransport eingesetzt.
An und für sich fällt zwar auch das Löschen von brennenden Ölquellen – wie beispielsweise nach dem Zweiten Golfkrieg – oder auch Ölförderplattformen auf See eigentlich in den Zuständigkeitsbereich der Feuerwehr, allerdings wird diese Aufgabe von spezialisierten Firmen übernommen (siehe Paul Neal Adair).
Eine andere Feuerwehrtaktik ist die Riegelstellung, bei der das Verhindern des Übergreifens auf benachbarte Bereiche im Vordergrund steht. Diese wird gegebenenfalls auch in Kombination mit der Einsatztaktik Aufgeben angewandt, bei der das ohnehin vollständig verlorene Objekt dem Brand überlassen wird und sich die Anstrengungen auf andere Aufgaben wie z. B. das eben beschriebene Abriegeln konzentrieren.
Besonderheiten bei der Brandbekämpfung auf See werden unter Maritime Brandbekämpfung erklärt.
Das Impulslöschverfahren bezeichnet eine Art der Brandbekämpfung.

### Hochhausbrand
Eine weitere Einsatzkategorie sind Brandeinsätze in Hochhäusern oder Wolkenkratzern. Entsprechend sind die Vorgesetzten einschließlich des mobilen Kommandozentrums zu alarmieren. Größtes bekanntes Schadensereignis dieser Art war am 11. September 2001 der Brand und Einsturz des früheren World Trade Centers (WTC) nach einem Terroranschlag, bei dem das New York Fire Department (Berufsfeuerwehr in New York City) tätig war.

## Geschichte

### 19. Jahrhundert
Anfang des 19. Jahrhunderts hatten auf dem Land bei ausbrechendem Brand sofort bestimmte Einwohner die Feuerspritze zu holen. Nicht jedes Dorf besaß eine solche. Ein Feuerläufer hatte erforderlichenfalls eine weitere Löschpumpe anzufordern. In vielen Ortschaften des Herzogtums Nassau hatten bei Wahrnehmung eines Brandes der Lehrer des Ortes Sturm zu läuten, der Ausschusstambour Alarm zu schlagen. Der Ausschussfähnrich musste durch den Ausschuss (eine etwas militärisch ausgebildete Wachmannschaft) alle Ausgänge des Ortes besetzen lassen, um niemand außer Feuerläufern und den zum Herbeiholen der Spritze Beorderten während des Brandes hinauszulassen. Alle arbeitsfähigen Einwohner hatten mit gefülltem Eimer zur Brandstelle zu eilen und sich in doppelter Reihe nach dem nächsten Wasser (z. B. Bach, Brandweiher) aufzustellen. „Durch die Hände lange Kette um die Wette flog der Eimer.“ Nach ausdrücklichem Befehle der Obrigkeit war darauf zu achten, „dass die mit ihrem Lamentieren nur Konfusion machenden Weibsleute in die Reihen gebracht werden“. Gehorsamsverweigerung dem Kommando gegenüber, unerlaubtes Entfernen von der Brandstätte oder absichtliches Beschädigen der Löschgeräte wurde mit empfindlicher Leibesstrafe geahndet. Die vom Brandorte geretteten Sachen wurden an einem feuersicheren Orte von Mannschaften des Ausschusses scharf bewacht. Wer versuchte, in dem Wirrwarr zu stehlen, wurde im Betretungsfalle von der Wache gebunden, bei den Sachen niedergelegt, um nach dem gelöschten Brande sofort Bestrafung zu empfangen. Doch für den, der sich in dem Rettungswerke durch Eifer, Mut und Unerschrockenheit besonders auszeichnete, war eine Belohnung bis zu vier Talern ausgesetzt.

### Änderungen in der Löschtaktik

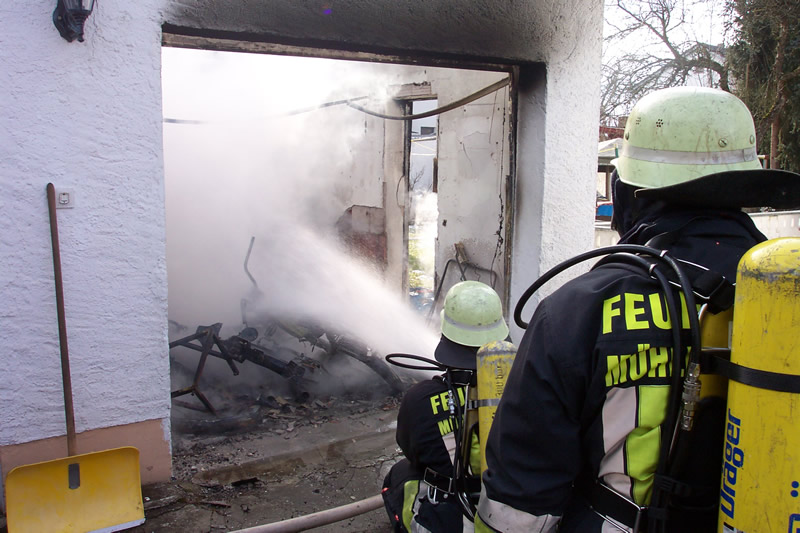
Feuerwehr beim Außenangriff

Ein altes Vorurteil lautet: Was das Feuer nicht kaputt macht, erledigt das Löschwasser. Inzwischen haben die Feuerwehren ihre Arbeitsweise konsequent professionalisiert. Es ist bei jeder Art von Einsätzen darauf zu achten, dass nicht nur die unmittelbare Gefahr gebannt wird, sondern dass auch die Folgeschäden (u. a. verursacht durch Rauch und Löschwasser), die oft wesentlich die Primärschäden übersteigen, möglichst gering sind. Dadurch wirkt ein Einsatz oft wesentlich unspektakulärer als früher, weil nicht mehr nur die Schnelligkeit, sondern auch ein überlegtes, manchmal langsamer erscheinendes Handeln zählt. Damals galt es bei Brandeinsätzen, so schnell wie möglich das Feuer zu löschen. Die Menge des Löschwassers war dabei unerheblich („Ozeanischer Löscheffekt“). Heute wird ein Außenangriff nach Möglichkeit vermieden, um Wasserschäden zu vermeiden. Durch neue und verbesserte Techniken, z. B. im Bereich des Atemschutzes und der Strahlrohrtechnik, stehen der Feuerwehr Mittel für eine effizientere Brandbekämpfung zur Verfügung.
Da das Löschwasser durch Brandrauch und andere giftige Verbrennungsrückstände kontaminiert wird, ist auch in Hinsicht auf die eventuell notwendige Entsorgung des Löschwassers damit möglichst sparsam umzugehen.